# Ctenorangoon feae
Ctenorangoon feae är en mångfotingart som först beskrevs av Pocock 1893.  Ctenorangoon feae ingår i släktet Ctenorangoon och familjen Harpagophoridae. Inga underarter finns listade i Catalogue of Life.